# Alphonsa Muttathupadathu
Svatá Alfonsa od Neposkvrněného Početí, malajálamsky: അല്ഫോണ്സാ മുട്ടത്തുപാടത്ത്, vlastním jménem Anna Muttathupadam (19. srpna 1910 Kudamaloor, Palai, Kérala, Indie – 28. července 1946 Bháránanganam, Palai, Kérala Indie), byla indická řeholnice z řádu sv. Kláry, tzv. klaristka.

## Úcta
Papež sv. Jan Pavel II. ji blahořečil v roce 1986 během své návštěvy Indie. Svatořečena byla 12. října 2008 papežem Benediktem XVI. Svatá Alfonsa je první svatořečenou Indkou vůbec.
Svaté Alfonose je přisuzováno několik zázraků a její hrob v klášteře v Bháránanganamu se stal významným poutím místem.